# DND (trò chơi điện tử)
DND là một trong những tựa game nhập vai đầu tiên. Tên gọi DND bắt nguồn từ chữ viết tắt "D&D" của dòng game nhập vai bút và giấy Dungeons & Dragons. Game này được phát hành lần đầu tiên vào năm 1977.

## Lịch sử
DND do Daniel Lawrence viết bằng ngôn ngữ lập trình BASIC dành cho máy tính PDP-10 và phát hành vào khoảng năm 1977. Sau đó, tựa game này tìm đường đến với hãng DEC và được viết lại thành Pascal vào năm 1983. Về sau Daniel Lawrence đã cho làm lại và tái phát hành game dưới cái tên Telengard. Do có sẵn mã nguồn BASIC, tựa game sau này được chuyển đổi và điều chỉnh sang các hệ thống và ngôn ngữ lập trình mới hơn.